# Idiocera (Idiocera) kowalskii
Idiocera (Idiocera) kowalskii is een tweevleugelige uit de familie steltmuggen (Limoniidae). De soort komt voor in het Palearctisch gebied.